# Fajoem-depressie

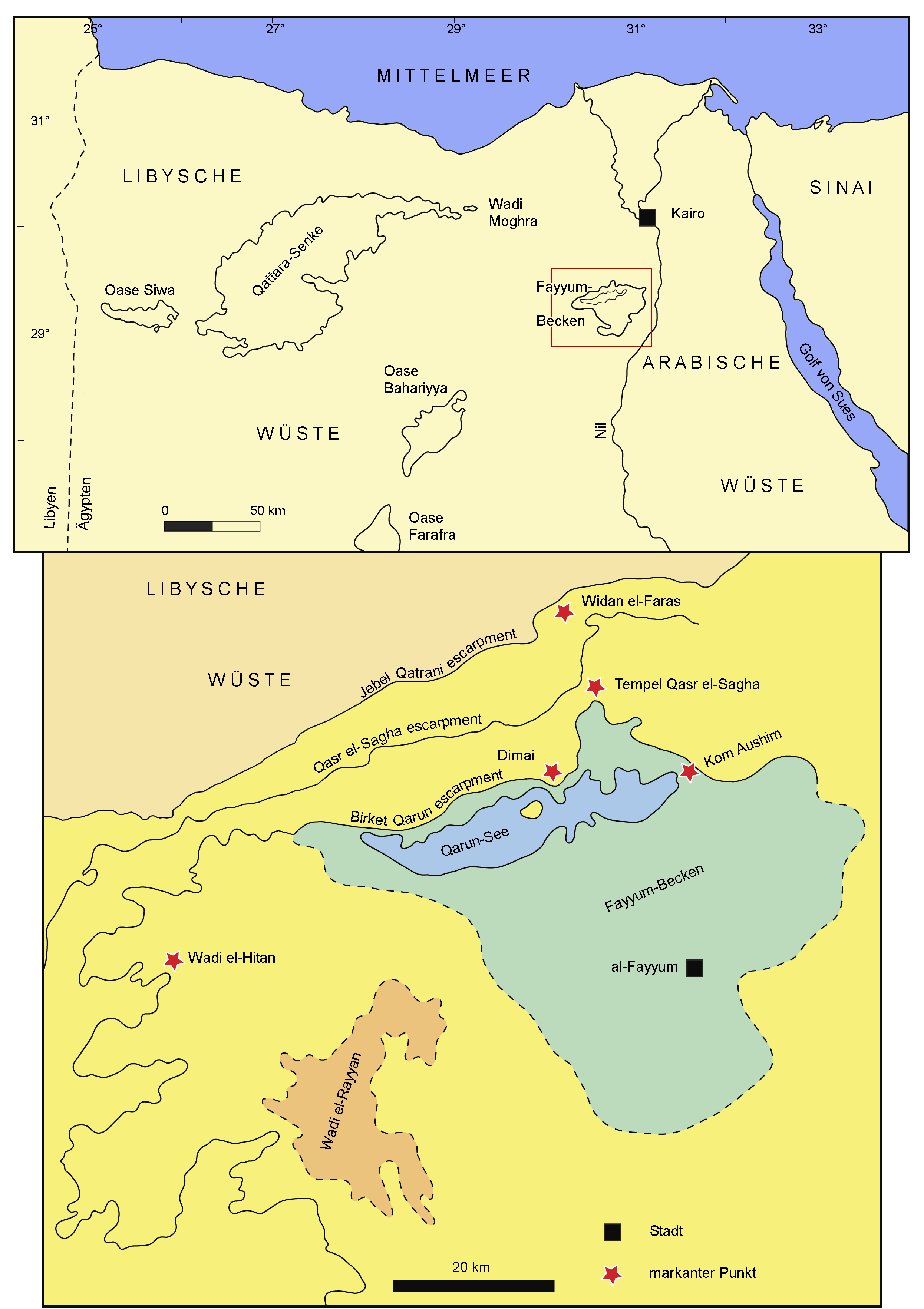
Fajoem-depressie

De Fajoem-depressie of Fajoem-oase (Arabisch: واحة الفيوم Waḥet El Fayyum) is een depressie en endoreïsch bekken in de Westelijke Woestijn direct ten westen van de Nijl ten zuiden van Caïro in Egypte. De omvang van het bekken wordt geschat op tussen 1.270 en 1700 km².
Anders dan de meeste oases, waarvan de vruchtbaarheid afhangt van water uit bronnen, wordt het gecultiveerde land in de Fajoem voorzien van water en slib door een kanaal van de Nijl, de Bahr Yussef. De Bahr Yussef  takt af van de Nijl in een laagte ten westen van de Nijlvallei. Ze buigt zich naar het westen door een smalle landtong ten noorden van Ihnasya, tussen de archeologische vindplaatsen El Lahun en Gurob bij Hawara, vertakt zich vervolgens in meerdere irrigatiekanalen die de rijke landbouwgronden in het Fajoem-bekken verzorgen, waarna het bij de stad El-Fajoem afwatert in het grote Qarun-meer.

## Geschiedenis
Tegen het einde van de Messiniaanse crisis van het late Mioceen was de Middellandse Zee een heet, droog bekken, en de Nijl stroomde op de bodem van een diepe kloof. Nadat de Middellandse Zee aan het einde van het Mioceen zich weer vulde, werd de Nijlkloof een zeearm die landinwaarts voorbij Aswan reikte. In de loop van de tijd vulde de zeearm zich met slib en vormde zich de Nijlvallei.
Uiteindelijk verzandde de bedding van de Nijlvallei hoog genoeg om de Nijl periodiek in de Fajoem-depressie over te laten stromen, waardoor een meer ontstond.
Het meer werd begrensd door neolithische nederzettingen van de Fajoemcultuur, met de vroegste bewijzen voor landbouw in Egypte.
Ze wordt voor het eerst schriftelijk vermeld vanaf ongeveer 3000 v.Chr, rond de tijd van de farao Narmer. De stad Crocodilopolis ontstond op de hogere grond van een heuvelrug.
In 2300 v.Chr. werd de waterweg van de Nijl gekanaliseerd en van sluizen voorzien. Dit was bedoeld om de overstromingen van de Nijl te beheersen, het waterpeil tijdens droge seizoenen te reguleren en het omliggende gebied te irrigeren.
De Fajoem was bij de oude Egyptenaren bekend als de 21e nome van Opper-Egypte, Atef-Pehoe ("noordelijke vijgenboom"). In de Oud-Egyptische tijd was de hoofdstad Sjedit, door de Grieken Crocodilopolis genoemd, en door Ptolemaeus II opnieuw gesticht als Arsinoë.
De regio was een centrum van koninklijke piramide- en grafbouw tijdens de 12e dynastie van het Middenrijk, en opnieuw tijdens het bewind van de Ptolemaeën. De Fajoem werd een van de graanschuren van de Romeinse wereld.

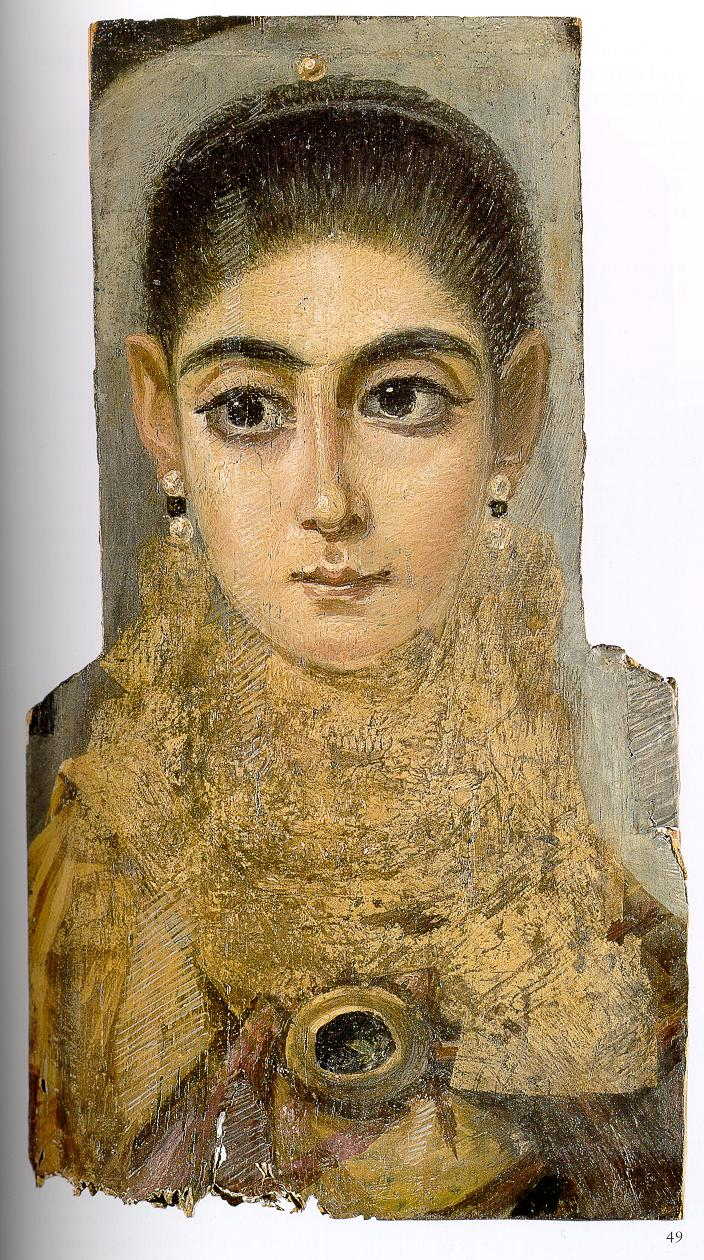
Fajoemportret

Gedurende de eerste drie eeuwen na Christus balsemden de mensen van de Fajoem en elders in Romeins Egypte niet alleen hun doden, maar plaatsten ook een portret van de overledene over het gezicht van de mummiewindsels, lijkwade of doodskist. De Egyptenaren bleven hun doden begraven, ondanks de Romeinse voorkeur voor crematie. Door de droge woestijnomgeving zijn deze Fajoem-portretten goed bewaard gebleven, en vormen de rijkste portretgalerij die de oudheid heeft overleefd. Ze bieden een kijkje in een opmerkelijke samenleving van volkeren van verschillende afkomst - Egyptenaren, Grieken, Romeinen, Syriërs, Libiërs en anderen - die 2000 jaar geleden in de Fajoem bloeide. De Fajoemportretten zijn op hout geschilderd met een gepigmenteerde wastechniek, encaustiek genoemd.
Aan het einde van het 1e millennium na Christus kromp het akkerbouwgebied, en nederzettingen aan de rand van het bassin werden verlaten. Deze omvatten enkele van de best bewaarde sites uit het laat-Romeinse rijk, met name Karanis, en uit de Byzantijnse en vroege Arabische periode. Naast de mummieportretten zijn de dorpen van de Fajoem ook een belangrijke bron gebleken van papyrusfragmenten met literatuur en documenten in het Latijn, Grieks en verschillende Egyptische schriften.
Volgens de 11e editie van de Encyclopædia Britannica werd in 1910 meer dan 1.000 km² van de Fajoem-oase verbouwd, met als voornaamste gewassen granen en katoen. De voltooiing van de Lage Aswandam zorgde voor een betere watertoevoer, waardoor in de periode 1903-1905 80 km² voorheen niet geïrrigeerd land in cultuur kon worden gebracht. De provincie stond bekend om haar vijgen en druiven van uitzonderlijke kwaliteit. Er werden ook olijven verbouwd, en de meeste rozenolie van Egypte werd in de provincie geproduceerd. DE Fajoem bezat ook een uitstekend schapenras.

## Archeologie
Er zijn vele archeologische overblijfselen in de regio, zich uitstrekkend van de prehistorie tot de moderne tijd, zoals het klooster van de aartsengel Gabriël in Naqlun. Met name in de buurt van het meer bevinden zich veel ruïnes van oude nederzettingen. Heuvels ten noorden van de stad El Fajoem markeren de plaats van Crocodilopolis/Arsinoe.

## De cultus van Sobek
In de oudheid was de Fajoem een centrum van de cultus van de krokodillengod Sobek. In veel nederzettingen waren tempels gewijd aan lokale manifestaties van de god en bijbehorende godheden. De priesters van Sobek waren belangrijke spelers in het sociale en economische leven, bijvoorbeeld door religieuze feesten te organiseren of door goederen te kopen bij lokale producenten. Zelfs in de Romeinse tijd genoten de priesters van deze tempels daarom verschillende voorrechten. De ontwikkeling van tempels gewijd aan Sobek kan bijzonder goed worden bestudeerd in Bakchias, Narmoethis, Soknopaiou Nesos, Tebtynis en Theadelphia, aangezien op deze plaatsen veel geschreven bronnen (papyri, ostraka, inscripties) over het dagelijks leven van de priesters gevonden zijn.
Veel van deze tempels waren in ieder geval tot het begin van de 3e eeuw, in sommige gevallen nog tot in de 4e eeuw, in gebruik. De geïnstitutionaliseerde Sobek-cultussen bestonden dus naast vroeg-christelijke gemeenschappen, die zich vanaf de 3e eeuw in de regio vestigden en tegen de 4e eeuw hun eerste kerken bouwden in de nederzettingen.

## Birket Qarun

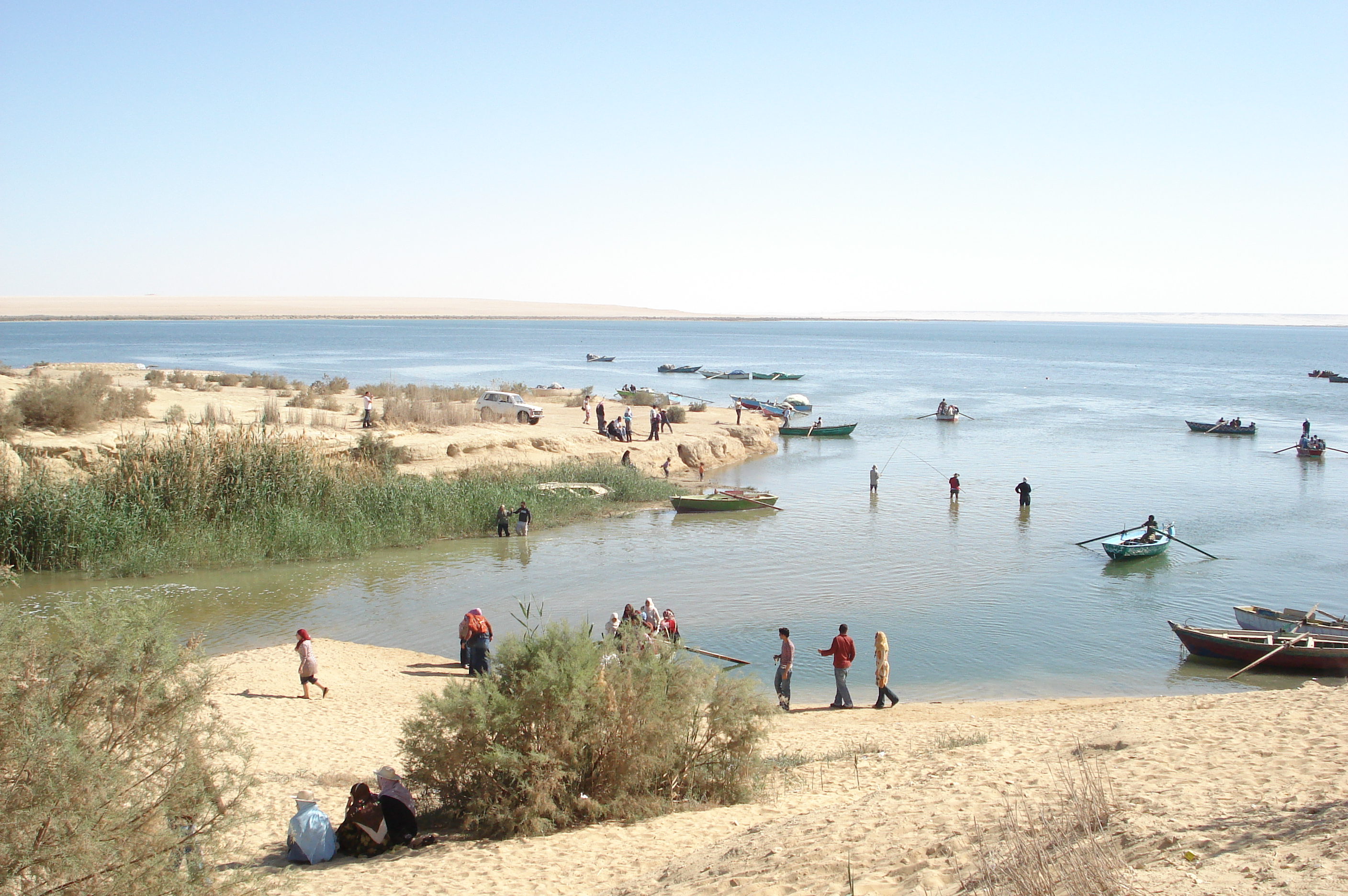
Qarun-meer

In de Fajoem-oase ligt het Qarun-meer (Arabisch: Birket Qarun). Het heeft een overvloedige vispopulatie, met name Nijltilapia, waarvan aanzienlijke hoeveelheden naar Caïro worden verhandeld. In de oudheid was dit meer veel groter, en de oude Grieken en Romeinen noemden het het Moerismeer.

## Nederzettingen
De grootste stad is El Fajoem, tevens de hoofdstad van het gouvernement Fajoem. Andere steden zijn Sinnuris en Tamiya ten noorden van El Fajoem, en Sanhur en Ibsheway aan de weg naar het meer.